# 문헌정보학
문헌정보학(文獻情報學, 영어: library and information science, LIS)은 문헌과 관련된 모든 사실이나 현상을 논리적·과학적으로 규명하고, 사회적 적용 가능성을 추구하는 학제적인 성격을 띤 독자적인 학문이다.
문헌정보학을 구성하는 두 학문인 문헌학과 정보학은 고유 학문인 것과 동시에 같은 분야에 속한 학문들로, 문헌학은 곧 정보학이 실제로 적용된 형태인 동시에 정보학의 하위 학문으로 받아들여지기도 한다. 서로 연관성이 크기 때문에 두 용어는 때때로 동의적으로 활용된다.

## 역사
문헌정보학은 원래 도서관학으로 불렸으나 학문명에 관이 포함되어 있어 부적절하다는 견해가 제기되어 1990년대 문헌정보학으로 개칭되었다. 도서관학이라는 용어는 1808년에 독일 슈레팅거가 『도서관학전교과시론』에서 처음 사용하였다. 1887년 미국의 듀이에 의해 컬럼비아 대학에 도서관학과가 창설되면서, 도서관학이 하나의 학문으로 인정되기 시작하였다.

## 주요학문

### 도서관사(History of Libraries)
도서관사는 도서관의 역사를 연구하는 학문이다.

### 도서분류법
도서분류법은 도서관 등의 기관에서 책을 분류하는 방법이다.

### 도서관 경영학
도서관경영학(圖書館經營學, library management)은 도서관경영과 관련된 문제를 과학적으로 연구하는 학문이다.

### 기록학
기록학은 기록된 자료의 평가, 수집, 진본 확인, 보존, 검색 제공 등의 업무를 하는 데에 필요한 이론을 연구하는 학문으로서, 19세기 유럽의 고문서학(diplomatics)에 그 연원을 두고 있다.

## 주요학자
- 칼리마코스(Kallimachos)
- 멜빌 듀이(Melville Louis Kossuth Dewey)
- 시야리 랑가나단(Shiyali Ramamrita Ranganathan)
- 마이클 고먼(Michael Gorman)
- 가브리엘 노데(Gabriel Naude)

## 나라별 현황

### 대한민국
```
대한민국의 경우 전통적인 도서관학과 1960년대 이후 발달한 정보학, 도서의 고증과 해석을 중심으로 하는 
서지학
, 기록물의 관리와 보존에 대한 기록관리학이 합친 학문이다. 정보의 발생부터 수집·정리·분석·보존·축적·이용까지 정보에 관련된 이론과 원리, 방법과 기술을 과학적으로 연구하는 학문이다. 문헌정보학에 관한 교육은 1946년 4월에 설립된 국립조선도서관학교(國立朝鮮圖書館學校)가 그 시초이며
[
7
]
 1985년 
전남대학교
에서 최초로 문헌정보학이라는 용어를 학과명으로 채택하였다. 문헌정보학을 전공하면 사서 자격증을 받을 수 있게 된다. 
도서관
 
사서
뿐만 아니라 관련된 다양한 직업이 많다. 최근에는 정보시스템, 데이터베이스시스템, 소프트웨어 개발 및 뉴미디어 활용과도 연계됨으로써 융합 학문으로도 각광받고 있다.
[
8
]
```

## 사서 자격증
「도서관법 시행령」에 따른 다음의 사서의 자격요건에 만족하는 사람이다.

### 1급 정사서
- 「고등교육법」에 따른 대학원(이하 이 표에서 “대학원”이라 한다)에서 문헌정보학이나 도서관학 박사학위를 취득한 사람
- 2급 정사서 자격증을 취득한 후 대학원에서 문헌정보학ㆍ도서관학 외의 박사학위를 취득한 사람
- 2급 정사서 자격증을 취득한 후 정보관리기술사 자격을 취득한 사람
- 2급 정사서 자격증을 취득한 후 다음의 경력 및 학력을 모두 갖춘 사람

```
 * 6년 이상의 도서관 관련 근무ㆍ연구 경력
 * 대학원에서 석사학위 취득
```

- 2급 정사서 자격증을 취득한 후 다음의 경력을 모두 갖춘 사람

```
 * 9년 이상의 도서관 관련 근무ㆍ연구 경력
 * 문화체육관광부장관이 지정하는 교육기관(이하 “지정교육기관”이라 한다)에서 문화체육관광부장관이 정하여 고시하는 교육과정(이하 “지정교육과정”이라 한다) 이수
```

### 2급 정사서
- 대학[「고등교육법」 제2조 각 호의 학교(같은 조 제4호에 따른 전문대학은 제외한다)를 말한다. 이하 이 표에서 같다]에서 문헌정보학이나 도서관학을 전공하고 졸업한 사람(법령에 따라 이와 같은 수준 이상의 학력이 있다고 인정되는 사람을 포함한다)
- 대학원에서 문헌정보학이나 도서관학 석사학위를 취득한 사람
- 교육대학원에서 도서관교육이나 사서교육을 전공하여 석사학위를 취득한 사람
- 대학원에서 문헌정보학ㆍ도서관학 외의 석사학위를 취득한 후 지정교육기관에서 지정교육과정을 이수한 사람
- 준사서 자격증을 취득한 후 대학원에서 석사학위를 받은 사람
- 준사서의 가목 또는 나목에 따른 준사서 자격증을 취득한 후 다음의 경력을 모두 갖춘 사람

```
 * 3년 이상의 도서관 관련 근무ㆍ연구 경력
 * 지정교육기관에서 지정교육과정 이수
```

- 준사서의 다목에 따른 준사서 자격증을 취득한 후 다음의 경력을 모두 갖춘 사람

```
 * 1년 이상의 도서관 관련 근무ㆍ연구 경력
 * 지정교육기관에서 지정교육과정 이수
```

### 준사서
- 가목.「고등교육법」에 따른 전문대학(전문학사학위를 수여하는 사이버대학을 포함한다. 이하 이 표에서 같다)에서 문헌정보과나 도서관과를 졸업한 사람(법령에 따라 이와 같은 수준 이상의 학력이 있다고 인정되는 사람을 포함한다)
- 나목.「고등교육법」에 따른 전문대학을 졸업(법령에 따라 이와 같은 수준 이상의 학력이 있다고 인정되는 경우를 포함한다)한 후 지정교육기관에서 지정교육과정을 이수한 사람
- 다목. 대학을 졸업한 사람(법령에 따라 이와 같은 수준 이상의 학력이 있다고 인정되는 사람을 포함한다)으로서 재학 중에 문헌정보학이나 도서관학을 부전공한 사람

## 교육 영역
- 정보의 속성: 순수과학적 측면으로 정보에 내재하는 일반적 성질을 규명하고 그것으로 인하여 어느 환경에서 정보가 어떤 형태를 반복적으로 나타내는지 관찰·기술.
- 정보의 유통: 정보커뮤니케이션 분야이며 정보의 유통경로, 정보시스템, 네트워크 등이며 궁극적으로는 효과적이고 능률적인 정보유통 구조시스템을 설계하고 구축
- 정보의 처리: 정보기술을 이용한 정보처리법을 개발하고 정보처리에 수반되는 알고리즘이나 기법을 연구
- 정보의 제공: 정보의 속성, 유통, 처리 등을 실제 환경에 적용하는 실질적인 정보 봉사.따라서 문헌정보학 교육 기본방향은 정보구조나 정보조직의 이해, 정보관리 및 운영, 정보 취급기술과 기법 등에 대한 전반적인 교육과정임

## 전국 소재 4년재 문헌정보학 개설 대학

### 서울특별시
- 덕성여자대학교 문헌정보학전공
- 동덕여자대학교 문헌정보학과
- 명지대학교 문헌정보학과
- 상명대학교 인문콘텐츠학부 문헌정보학전공
- 서울여자대학교 문헌정보학과
- 성균관대학교 문헌정보학과
- 숙명여자대학교 문헌정보학과
- 연세대학교 문헌정보학과
- 이화여자대학교 문헌정보학과
- 중앙대학교 문헌정보학과
- 한성대학교 크리에이티브인문예술대학 도서관정보문화트랙

### 인천광역시
- 인천대학교 문헌정보학과

### 부산광역시
- 경성대학교: 문과대학 문헌정보학과
- 동의대학교: 인문사회과학대학 문헌정보학과
- 부산대학교: 사회과학대학 문헌정보학과
- 신라대학교: 인문사회과학대학 문헌정보학과

### 대구광역시/경상북도
- 경북대학교 문헌정보학과
- 계명대학교 문헌정보학과
- 대구가톨릭대학교 문헌정보학과
- 대구대학교 문헌정보학과

### 대전광역시
- 충남대학교 문헌정보학과
- 한남대학교 문헌정보학과

### 광주광역시
- 광주대학교 문헌정보학과
- 전남대학교 문헌정보학과

### 경기도
- 경기대학교 문헌정보학과
- 대진대학교 문헌정보학과
- 중부대학교 문화컨텐츠학부 문헌정보학전공

### 충청북도
- 건국대학교(글로컬) 문헌정보학과
- 청주대학교 문헌정보학과

### 충청남도
- 공주대학교 사범대학 문헌정보교육과

### 전라북도
- 전주대학교 문헌정보학과
- 전북대학교 문헌정보학과

## 전국 소재 전문대학

### 서울특별시
- 숭의여자대학교 문헌정보과

### 경기도
- 대림대학교 도서관미디어정보과

### 부산광역시
- 부산여자대학교 문헌정보과

### 대전광역시
- 대전과학기술대학교 문헌정보과

### 충청북도
- 대원대학교 문헌정보과

## 사서교육원(지정교육기관)
- 성균관대학교 한국사서교육원
- 계명대학교 사서교육원
- 부산여자대학교 부산사서교육원

## 전망
예전에는 '도서관학과'라고도 불릴 만큼 졸업 후 진출 분야가 명학히 제한된 편이었지만, 최근에는 정보시스템, 데이터베이스시스템, 소프트웨어 개발 및 뉴미디어 활용과도 연계됨으로써 융합 학문으로도 각광받고 있다. 정보를 활용한 기술적 발전과 맞물려 앞으로도 지속적으로 성장 가능성이 높을 뿐만 아니라 발전 전망이 좋은 학과이다.

## 진출 분야
기업 및 산업체-출판사, 도서관, 기업의 문헌 자료실, 서점, 정보 기술 업체, 소프트웨어업체, 학원, 언론사
학계 및 연구기관-인문과학 및 사회과학 관련 국가ㆍ민간 연구소
정부 및 공공기관-한국고전번역원, 한국사학진흥재단, 국립박물관, 문화재단 등 문헌정보 관련 공공기관

## 같이 보기
- 도서관사
- 도서분류법
- 서지학
- 도서관 경영학